# Bázakerettye – Будапешт
Bázakerettye – Будпешт — історичний угорський нафтогазопровід.
Ще в 1913-му у Трансильванії, котра на той час належала Угорщині (Австро-Угорщині) став до ладу газопровід Кіссармаш – Марошуйвар. Втім, за наслідками Першої світової війни Трансильванію воз’єднали з Румунією, а перший газопровід на сучасних теренах Угорщини з’явився лише через два десятки років. Його поява була пов’язана із розробкою нафтових родовищ у Залі (поблизу західного завершення озера Балатон), під час якої отримували значні обсяги попутного газу. Первісно останній використовували лише для місцевих потреб, проте в 1949-му створили систему транспортування цього ресурсу до столиці країни.
Трубопровід, який мав діаметр 200 мм, починався за дві сотні кілометрів від Будапешту у Bázakerettye. Він був призначений одночасно для транспортування нафти та газу, перекачування яких здійснювалось партіями, котрі в трубі розділялись спеціальними рухомим заглушками. В Будапешті нафта спрямовувалась до розташованого в районі Цепель нафтопереробного заводу.
Газ транспортувався по трубопроводу до 1964 року, коли до столиці почав надходити ресурс по газопроводу Гайдусобосло – Будапешт, прокладеному зі сходу Угорщини.